# Eurytoma cypriaca
Eurytoma cypriaca är en stekelart som beskrevs av Masi 1934. Eurytoma cypriaca ingår i släktet Eurytoma och familjen kragglanssteklar.
Artens utbredningsområde är Cypern. Inga underarter finns listade i Catalogue of Life.